# Georges et Georgette
Pour plus de détails, voir Fiche technique et Distribution.
Georges et Georgette est un film allemand tourné en français par Roger Le Bon et Reinhold Schünzel, sorti en 1934.
Il s’agit de la version française du film de langue allemande Viktor und Viktoria du même réalisateur, Reinhold Schünzel, sorti l’année précédente.
Un remake britannique fut tourné par Victor Saville sous le titre First a Girl, sorti en 1935.
Un deuxième remake de Viktor und Viktoria, en allemand, fut tourné en 1957 par le réalisateur tchécoslovaque Karl Anton, sous le même titre : Viktor und Viktoria.
Un autre fut tourné par Blake Edwards en 1982, sous un titre légèrement différent —Victor Victoria — avec Julie Andrews en vedette, et remporta un grand succès.
Toutes ces versions racontent cependant des histoires assez éloignées les unes des autres, seul le thème central étant commun.

## Synopsis
Une femme se fait passer pour un homme travesti, et obtient des succès sur scène, mais un problème se présente quand elle tombe amoureuse.

## Fiche technique
- Réalisation : Roger Le Bon et Reinhold Schünzel
- Scénario : Henri Falk, Reinhold Schünzel
- Production :  Universum Film
- Image : Konstantin Irmen-Tschet
- Musique : Franz Doelle
- Date de sortie : 
  - France : 2 février 1934

## Distribution
- Julien Carette : Georges
- Meg Lemonnier : Suzanne
- Anton Walbrook : Robert
- Jenny Burnay : Elinore
- Clara Darcey-Roche
- Lise Delamare
- Paulette Dubost : Lilian
- Edouard Hamel
- Gustave Huberdeau
- Félix Oudart : Pokerdass
- Charles Redgie : Douglas
- Odette Talazac